# Martella bicavata
Martella bicavata là một loài nhện trong họ Salticidae.
Loài này thuộc chi Martella. Martella bicavata được Arthur Merton Chickering miêu tả năm 1946.